# Daniel Beichler
Daniel Beichler (Graz, 1988. október 13. –) osztrák válogatott labdarúgó.

## Pályafutása
Beichler pályafutását az SV Grambach csapatában kezdte, majd 1995-ben igazolta le a Sturm Graz. A 2006–2007-es idényt kölcsönben az olasz Regginánál öltötte, de bajnokin nem kapott lehetőséget. Az osztrák Bundesligában 2007. november 24-én mutatkozott be az Altach ellen. A 86. percben Mario Haast váltotta. 2010. július 19-én a német Hertha BSC-hez írt alá négy évre. Három szezon alatt mindössze egy bajnokin játszott, igaz sérülések is hátráltatták, a 2010–2011-es szezont pedig a svájci St. Gallenben töltötte kölcsönben. A következő idény elején a Hertha újra kölcsönadta, ezúttal a német másodosztályú MSV Duisburg csapatának. 2011. augusztus 29-én azonban a kölcsönszerződését felbontották és csatlakozott az SV Ried-hez. A 2012-2013-as szezon elején visszatért a Herthához.
2013 januárjában újra kölcsönbe szerződött, ezúttal a Sandhausenhez ahol nyolc bajnokin kapott lehetőséget. A 2014–2015-ös idény előtt Beichler kétéves szerződést írt alá a Sturm Grazcal.

## Mérkőzései az osztrák válogatottban
| #  | Dátum               | Ellenfél        | Eredmény | Kiírás              | Esemény |
| -- | ------------------- | --------------- | -------- | ------------------- | ------- |
| 1. | 2009. április 1.    | Románia         | 2 – 1    | Vb-selejtező        | 78'     |
| 2. | 2009. szeptember 5. | Feröer-szigetek | 3 – 1    | Vb-selejtező        | 80'     |
| 3. | 2009. szeptember 9. | Románia         | 1 – 1    | Vb-selejtező        | 73'     |
| 4. | 2009. október 10.   | Litvánia        | 2 – 1    | Vb-selejtező        | 57'     |
| 5. | 2010. március 3.    | Dánia           | 2 – 1    | barátságos mérkőzés | 89'     |

## Statisztika
2015. augusztus 24-én frissítve
| Klub                    | Szezon           | Bajnokság                        | Bajnokság     | Bajnokság | Kupa          | Kupa | Nemzetközi kupa | Nemzetközi kupa | Összesen      | Összesen | Forrás |
| Klub                    | Szezon           | Bajnokság                        | Pályára lépés | Gól       | Pályára lépés | Gól  | Pályára lépés   | Gól             | Pályára lépés | Gól      | Forrás |
| ----------------------- | ---------------- | -------------------------------- | ------------- | --------- | ------------- | ---- | --------------- | --------------- | ------------- | -------- | ------ |
| Sturm Graz              | 2006–07          | Osztrák Bajnokság                | 2             | 0         | 0             | 0    | —               | —               | '2            | 0        | [ 8 ]  |
| Sturm Graz              | 2007–08          | Osztrák Bajnokság                | 6             | 1         | —             | —    | —               | —               | 6             | 1        | [ 8 ]  |
| Sturm Graz              | 2008–09          | Osztrák Bajnokság                | 27            | 9         | 4             | 3    | 4               | 1               | 35            | 13       | [ 8 ]  |
| Sturm Graz              | 2009–10          | Osztrák Bajnokság                | 29            | 11        | 6             | 1    | 11              | 4               | 46            | 16       | [ 8 ]  |
| Sturm Graz              | Összesen         | Összesen                         | 64            | 21        | 10            | 4    | 15              | 5               | 89            | 30       | —      |
| Hertha BSC II           | 2010–11          | Német Regionalliga Nord          | 4             | 1         | —             | —    | —               | —               | 4             | 1        | [ 9 ]  |
| Hertha BSC II           | 2012–13          | German Regionalliga Nordost      | 3             | 1         | —             | —    | —               | —               | 3             | 1        | [ 8 ]  |
| Hertha BSC II           | Összesen         | Összesen                         | 7             | 2         | —             | —    | —               | —               | 7             | 2        | —      |
| Hertha BSC              | 2010–11          | 2. Bundesliga                    | 0             | 0         | 0             | 0    | —               | —               | 0             | 0        | [ 9 ]  |
| Hertha BSC              | 2012–13          | 2. Bundesliga                    | 1             | 0         | 0             | 0    | —               | —               | 1             | 0        | [ 8 ]  |
| Hertha BSC              | Összesen         | Összesen                         | 1             | 0         | 0             | 0    | —               | —               | 1             | 0        | —      |
| St. Gallen (kölcsönben) | 2010–11          | Super League                     | 7             | 0         | 0             | 0    | —               | —               | 7             | 0        | [ 8 ]  |
| Duisburg (kölcsönben)   | 2011–2012        | 2. Bundesliga                    | 1             | 0         | 1             | 0    | —               | —               | 2             | 0        | [ 10 ] |
| Ried (kölcsön)          | 2011–12          | Austrian Bundesliga              | 26            | 4         | 4             | 0    | 0               | 0               | 30            | 4        | [ 8 ]  |
| Sandhausen (kölcsönben) | 2012–2013        | 2. Bundesliga                    | 7             | 0         | 0             | 0    | —               | —               | 7             | 0        | [ 8 ]  |
| Sturm Graz              | 2013–14          | Austrian Bundesliga              | 33            | 10        | 4             | 0    | 1               | 0               | 38            | 10       | [ 8 ]  |
| Sturm Graz              | 2014–15          | Austrian Bundesliga              | 21            | 3         | 3             | 2    | —               | —               | 24            | 5        | [ 8 ]  |
| Sturm Graz              | Összesen         | Összesen                         | 54            | 13        | 7             | 2    | 1               | 0               | 62            | 15       | —      |
| Sturm Graz (amatőr)     | 2014–15          | Austrian Regional League Central | 2             | 1         | —             | —    | —               | —               | 2             | 1        | [ 8 ]  |
| St. Pölten              | 2015–16          | First League                     | 13            | 0         | 2             | 0    | —               | —               | 15            | 0        | [ 8 ]  |
| Karrier összesen        | Karrier összesen | Karrier összesen                 | 182           | 41        | 24            | 6    | 16              | 5               | 222           | 52       | —      |

## Sikerei, díjai
- SK Sturm Graz:
  - Bundesliga: 2009–10
  - Intertotó-kupa: 2008
- SKN St. Pölten:
  - Bundesliga 2: 2015-16